# Zhang Zhanshuo
Det här är en artikel om en person med kinesiskt personnamn; Zhang är familjenamnet.
Zhang Zhanshuo, född 14 maj 2007, är en kinesisk simmare.

## Karriär
I september 2023 vid junior-VM i Netanya tog Zhang silver på 400 meter medley och noterade ett nytt rekord för 16-åringar i grenen med en tid på 4 minuter och 12,44 sekunder. Han tog även brons på både 800 och 1 500 meter frisim samt var en del av Kinas kapplag som tog silver på 4×200 meter frisim och brons på 4×100 meter medley.
I februari 2024 vid VM i Doha var Zhang en del av Kinas kapplag som tog guld på både 4×100 meter frisim och 4×200 meter frisim.